# قسمت سوم شب
قسمت سوم شب (لهستانی: Trzecia część nocy) یک فیلم تجربی روانشناختی درام و ترسناک لهستانی به کارگردانی آندژی ژووافسکی است که در سال ۱۹۷۱ منتشر شد و ماجرای آن در لهستان اشغالی توسط آلمان نازی می‌گذرد.

## بازیگران
- ماوگوژاتا براونک
- لشک تله‌شینسکی
- یان نووینسکی
- مارک والچفسکی
- آنا میلفسکا
- هانا استانکوونا
- لشک دوئوگش
- یرژی اشتور
- آنا میلفسکا
- گراژینا بارشچفسکا